# 俄罗斯帝国首相
俄罗斯帝国首相（俄语：канцлер Российской империи）根据彼得大帝1722年颁布的官秩表，俄罗斯帝国的一个朝廷官职。首相是一级文官，与一级枢密院议员、陆军元帅和海军上将同等级别。   官职持有者应被称呼为阁下（俄语： Ваше Высокопревосходительство，Vashe Vysokoprevoskhoditelstvo）。 

## 概述
首相担任俄罗斯帝国的最高职位。通常，这个头衔会被授予外交大臣。如果大臣的品级是二级，就可以称为副首相。在俄罗斯帝国的整个历史上，只有12位首相，比在位君主还要少。一般来说，除了拿破仑战争时期外，任何特定时间只能有一名首相。前任首相去世后，任命新首相可能需要长达 10 年的时间。
亚历山大·戈尔恰科夫 (Alexander Gorchakov)上任后，俄罗斯帝国的最后 50 年不再任命 首相，尽管这一级别并未被正式取消。戈尔恰科夫去世后的35年里，俄罗斯帝国仍然没有任命任何首相。 1917年，苏联关于等级和民事等级的法令彻底废除了这一官职。

## 俄罗斯帝国首相
- 1667 – 1671阿法纳西·奥尔丁-纳什乔金伯爵（1605-1680）。
- 1671 – 1676阿塔蒙·马特维耶夫伯爵 (1625-1682)。
- 1676 – 1680拉里昂·伊万诺夫伯爵（？-1682）。
- 1680 – 1681 瓦西里·沃伦斯基伯爵 (?-1682)。
- 1681 – 1682拉里昂·伊万诺夫伯爵（？-1682）。
- 1682 – 1689 瓦西里·瓦西里耶维奇·戈利岑王子（1643-1714）。
- 1689 – 1699 叶梅尔扬·乌克兰采夫伯爵（1641-1708）。
- 1697 – 1699 列夫Lev Kirillovich Naryshkin（俄语） （1664-1705）。
- 1699 – 1706费奥多尔·阿列克谢耶维奇·戈洛文伯爵（1650-1706）。
- 1706 – 1734加夫里尔·伊万诺维奇·戈洛夫金伯爵（1660-1734）。
- 1740 – 1742阿列克谢·切尔卡斯基王子（1680-1742）。
- 1744 – 1758 阿列克谢·别斯图热夫-留明伯爵(1693-1766)，1758 年被剥夺总理军衔，1762 年获得陆军元帅军衔。
- 1758 – 1765米哈伊尔·伊拉里奥诺维奇·沃龙佐夫伯爵（1714-1767）。
- 1796 – 1797伊万·安德烈耶维奇·奥斯特曼伯爵（1725-1811）。
- 1797 – 1799亚历山大·贝兹博罗德科王子 (1747-1799)。
- 1802 – 1805亚历山大·沃龙佐夫伯爵（1741-1805）。
- 1809 – 1826尼古拉·鲁缅采夫伯爵 (1754-1826)。
- 1834 年——维克托·科丘贝王子 (1768-1834)。
- 1844 – 1862卡尔·内塞尔罗德伯爵 (1780-1862)。
- 1867 – 1883亚历山大·戈尔恰科夫王子 (1798-1883)。